# Kilij
 (juin 2022).
Si vous disposez d'ouvrages ou d'articles de référence ou si vous connaissez des sites web de qualité traitant du thème abordé ici, merci de compléter l'article en donnant les références utiles à sa vérifiabilité et en les liant à la section « Notes et références ».

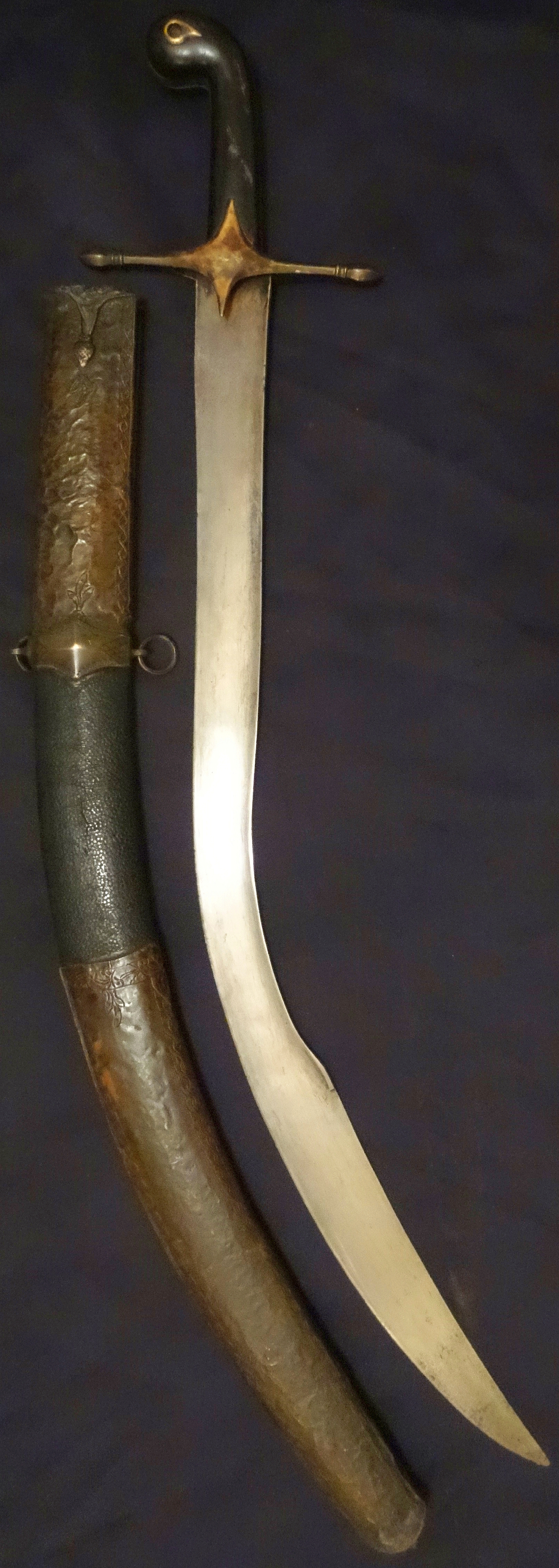
Kilij turc

Le kilij (en turc : kılıç : « sabre ») est un sabre à une main, légèrement courbé et tranchant d'un seul côté, d'origine turque.
Il fut utilisé par les armées Göktürks, du Khanat ouïghour, Timourides, du Sultanat Mamelouk du Caire et de l'Empire ottoman. Ce sabre mesurait 77 cm de longueur. Le fourreau est en cuir, à chape, bouterolle et anneaux de belières en acier.
Ce type de sabre fut ramené en France par des officiers de l'armée française après la campagne d'Égypte et fut utilisé par des officiers de la grande armée de Napoléon Ier comme le maréchal d'Empire Jean Lannes ou le général Antoine Charles Louis de Lasalle.    
La cavalerie britannique de la fin du XIXe siècle utilisa aussi un modèle de sabre fortement inspiré du Kilij, mais avec un fourreau en laiton.    

## Dans la culture populaire
- Il apparaît dans Assassin's Creed: Revelations en tant qu'arme principale de Yusuf Tazim.